# Miracolo eucaristico di Torino
Il miracolo eucaristico di Torino avvenne il 6 giugno 1453 a Torino. Sul luogo fu eretta in seguito una chiesa, poi divenuta basilica del Corpus Domini.

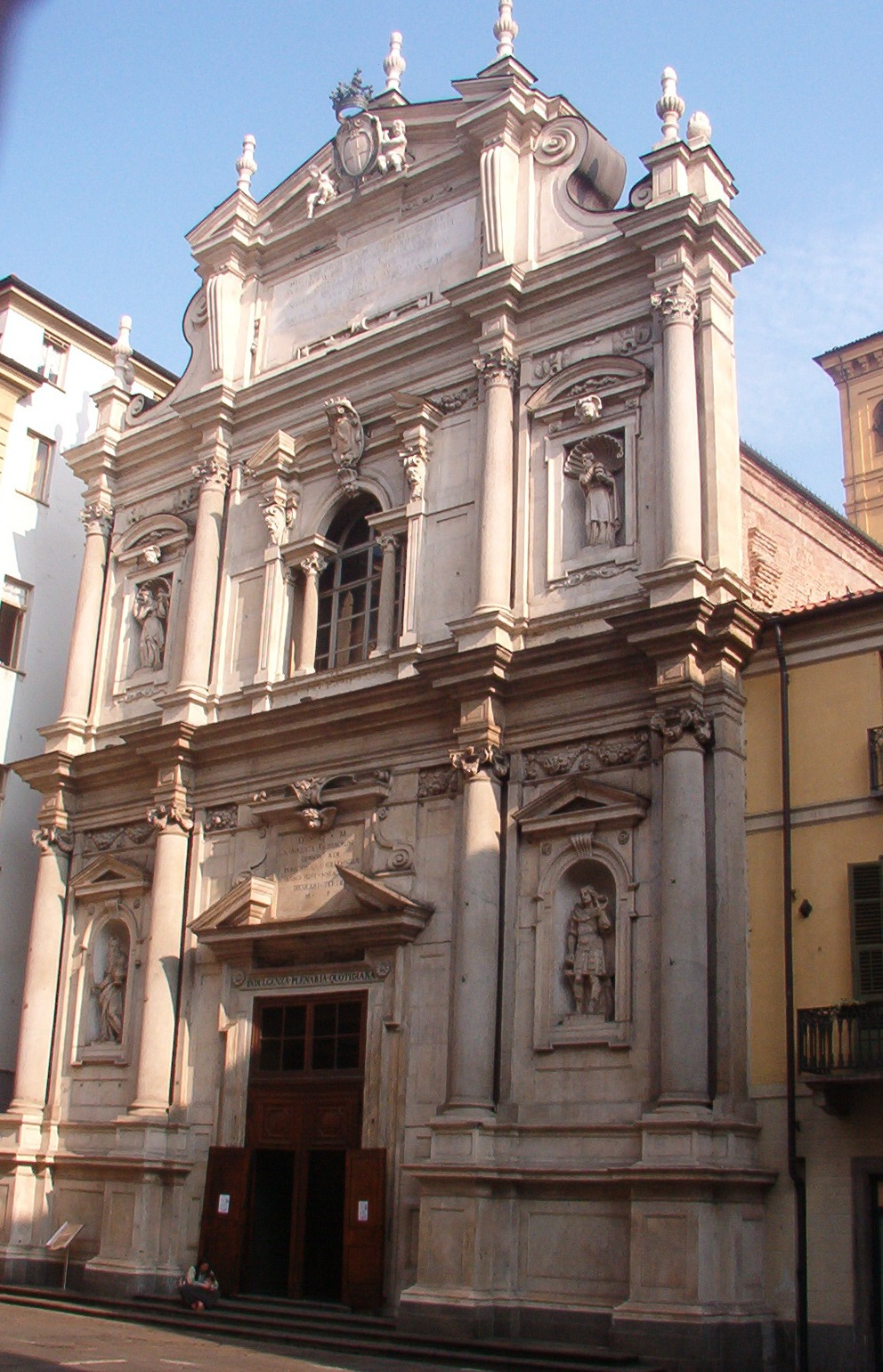
Basilica del Corpus Domini a Torino

## Il miracolo
Durante una guerra scoppiata nel 1453 tra il Delfinato e il Ducato di Savoia, la città di Exilles fu saccheggiata da truppe sabaude. Secondo quanto tramandato dalla tradizione, della soldataglia, fatta irruzione nella chiesa del paese, sottrasse gli oggetti di valore, tra cui il Santissimo Sacramento. Per rivendere la refurtiva fu scelta Torino, raggiunta il 6 giugno 1453, giorno della ricorrenza del Corpus Domini di quell'anno. 
Gli oggetti trafugati erano stati caricati su un mulo che, secondo il racconto, si fermò stranamente davanti alla chiesa di san Silvestro, sordo alle invettive dei soldati, che cercarono in tutti i modi di farlo proseguire. Padre Giovan Battista Semeria, che redasse una Storia della Chiesa Metropolitana di Torino, così ricorda ciò che avvenne immediatamente dopo:
(G.B.Semeria)
In effetti, l'ostia non cadde a terra ma, secondo le testimonianze, sarebbe rimasta sospesa in aria per lungo tempo, tra l'ammirazione dei presenti.

La notizia fece scalpore e il vescovo Ludovico da Romagnano accorse di tutta fretta, organizzando una processione: alzato al cielo un calice, l'ostia vi si sarebbe depositata, per essere poi portata trionfalmente in Duomo.

### Testimonianze del fenomeno

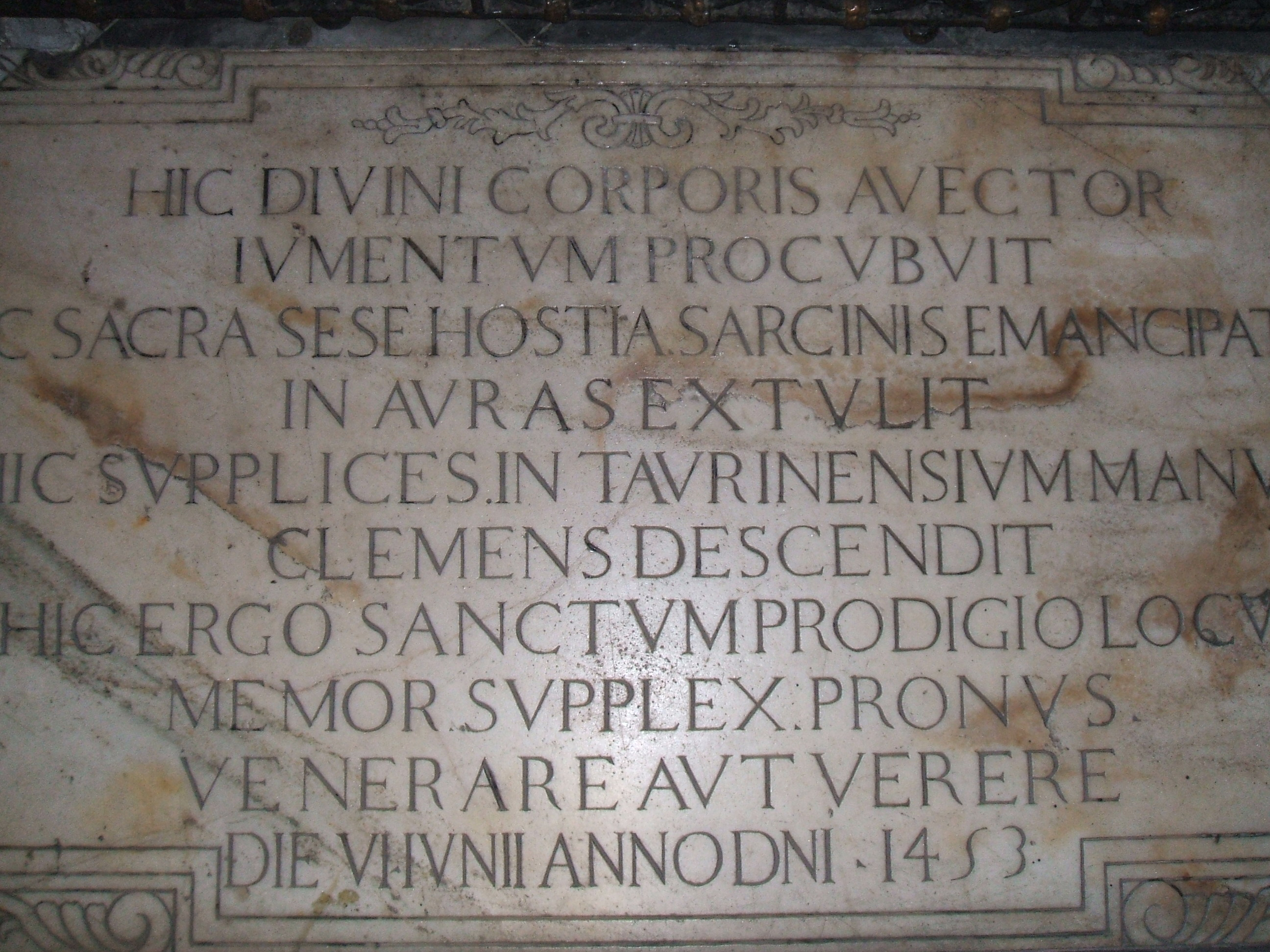
Iscrizione in latino sul luogo ove si svolse il miracolo eucaristico: si trova nella Basilica del Corpus Domini

Lo stesso Semeria riporta una lunga serie di testimoni dell'evento:
(G.B.Semeria)
Luigi Cibrario, dovendo raccogliere materiali per la sua Storia di Torino, nel commentare l'evento così si espresse:
(Luigi Cibrario)
Il documento di cui accenna il Cibrario è un atto capitolare (Archivio Capitolare, volume 20, f 1r); altre informazioni relative alla creazione di un tabernacolo per ricordare l'avvenimento vengono redatte almeno fino al 1459.
Il 5 gennaio 1509 il Comune di Torino ordina di dipingere, in ricordo dell'evento, il Santo Nome di Gesù sulle porte della città.
Un testo di Ferdinando Ughelli, l'Italia Sacra, racconta nel dettaglio la storia sopra citata, e le fonti riportate indirizzano a Enea Silvio Piccolomini, futuro papa Pio II - che passò da Torino nel 1458 - e precisamente ai Commentarii di quest'ultimo, nei quali però la vicenda non è citata.
Il 6 giugno 1659 viene murata una iscrizione in latino in piazza delle Erbe, l'odierna piazza Palazzo di Città.

## Critiche storiografiche alla tradizione

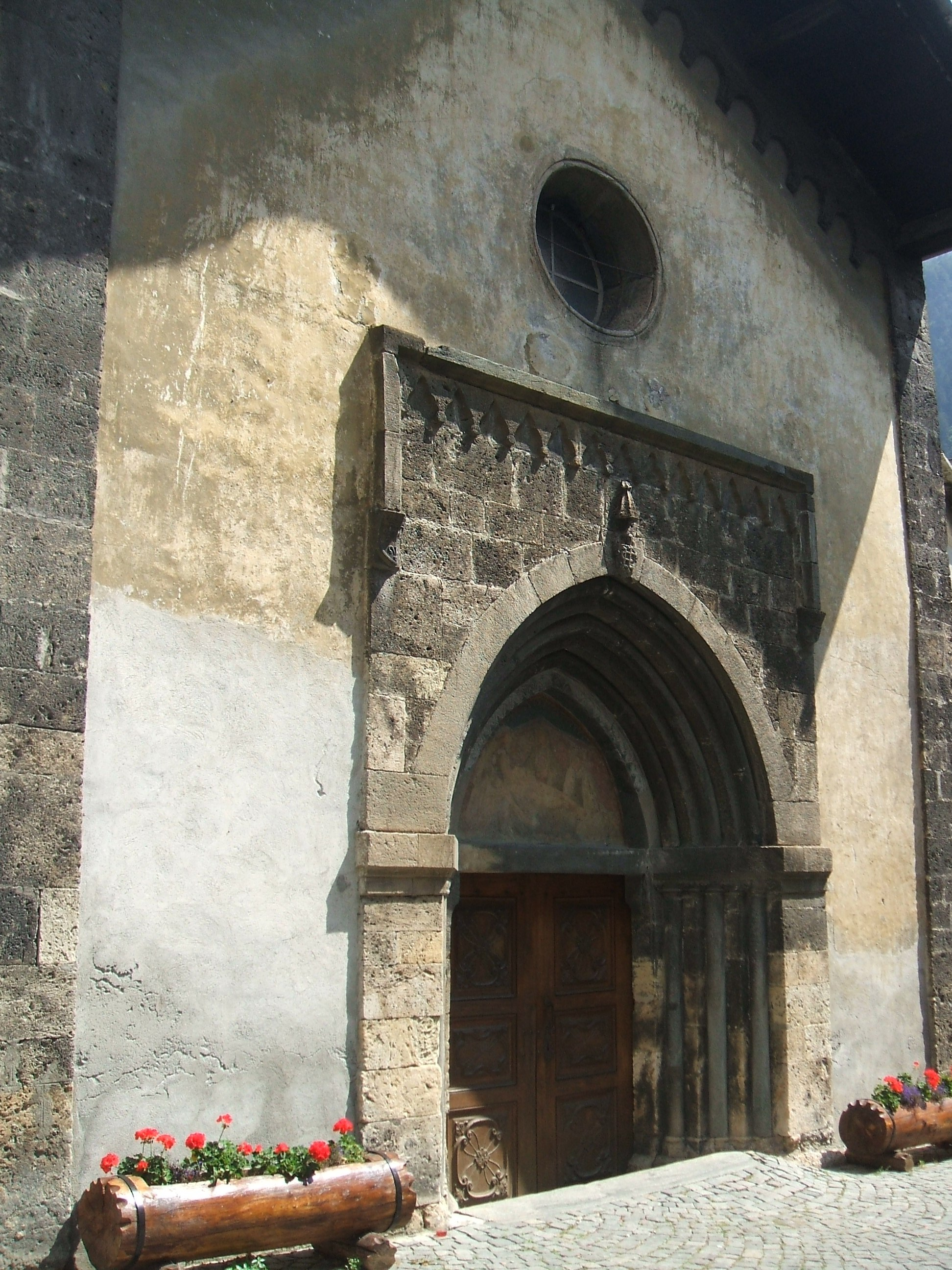
La chiesa, ad Exilles, ove venne trafugato il calice con l'ostia consacrata

### L'evento storico
Conviene ricordare che Exilles, in Valle di Susa, al tempo della guerra tra Ludovico di Savoia e la Francia, non era territorio sabaudo, bensì francese: era uno di quei paesi di confine che le vicende storiche portarono a fortificarsi per respingere gli assalti ora di una ora dell'altra fazione. Ecco perché le truppe piemontesi/savoiarde saccheggiarono la cittadina.

### La datazione
Un'imprecisione, riscontrabile in un altro documento coevo ai fatti, riporta la seguente frase: Alli 6 di giugno 1453 a hore 20 un giobbia apparse la sancta hostia. V'è da constatare che il 6 giugno di quell'anno non cadeva di giovedì, ma di mercoledì.
Lo stesso testo, così continua: Vedendo questo un certo prete chiamato Messer Bertholomeo Chochono presto se ne andò da Monsignor Reverendissimo Lodovicho Romagnano episcopo della presente città di Turino.... Monsignor Coccono, morto nel 1485, fu ordinato sacerdote solo nel 1470, il che non toglie che possa comunque aver avvertito l'arcivescovo.
Lo storico Giovanni Gallesio, scrivendo del fenomeno eucaristico, affermò che l'ostia fu portata in Duomo il 21 agosto, ma questo è in contraddizione coi fatti riportati dalla tradizione.

## Note

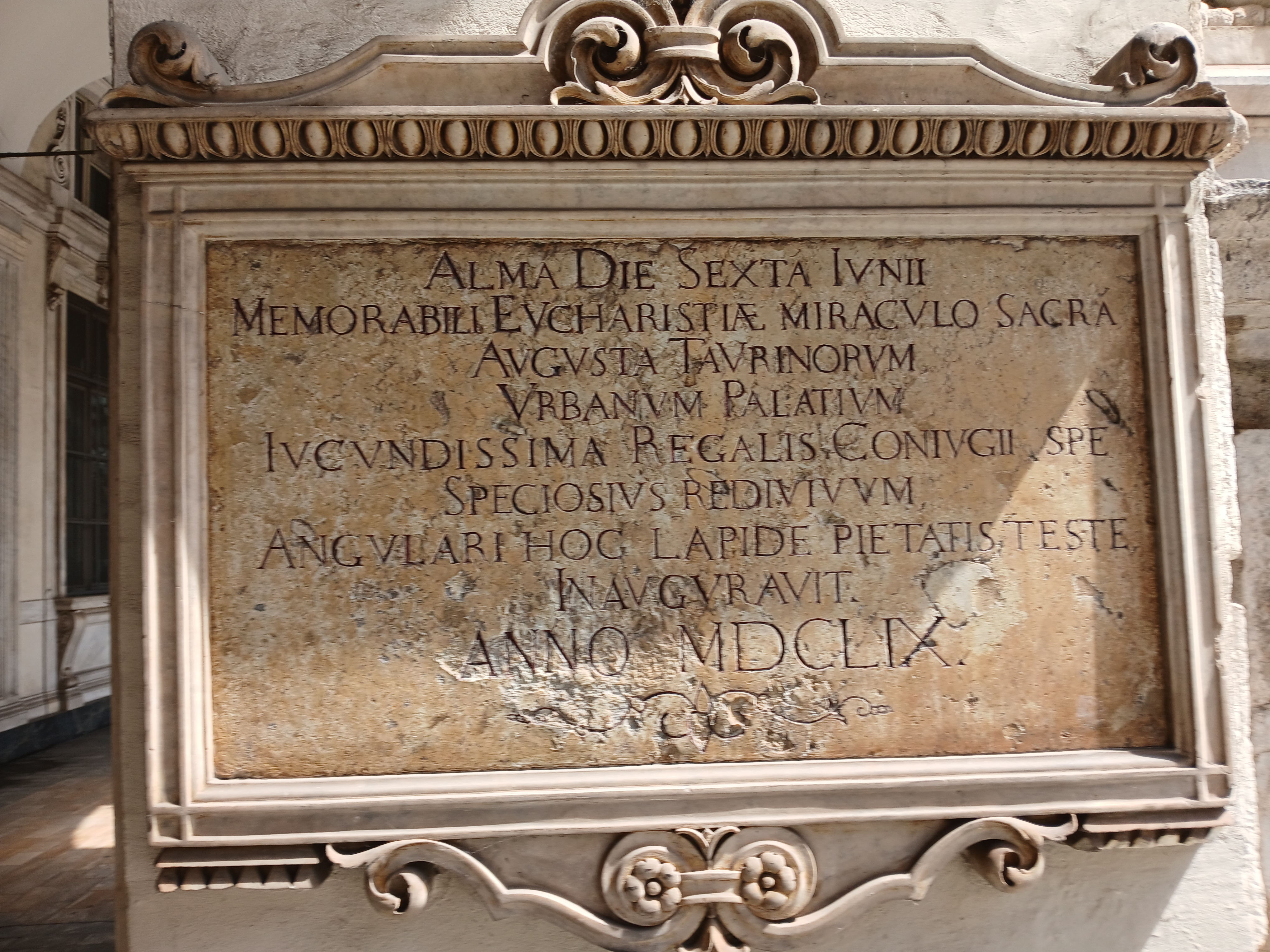
Lapide in Piazza Palazzo di Città a Torino